# Collegio di Isle of Wight East
Isle of Wight East è un collegio elettorale situato nel Sud Est dell'Inghilterra, e rappresentato alla Camera dei Comuni del Parlamento del Regno Unito. Elegge un membro del Parlamento con il sistema first-past-the-post, ossia maggioritario a turno unico; l'attuale parlamentare è Joe Robertson del Partito Conservatore, che rappresenta il collegio dal 2024.

## Estensione
Il collegio è costituito dai seguenti ward dell'isola di Wight: Bembridge, Binstead and Fishbourne, Brading and St. Helens, Haylands and Swanmore, Lake North, Lake South, Nettlestone and Seaview, Newchurch, Havenstreet and Ashey, Ryde Appley and Elmfield, Ryde Monktonmead, Ryde North West, Ryde South East, Ryde West, Sandown North, Sandown South, Shanklin Central, Shanklin South, Ventnor and St. Lawrence, Wootton Bridge e Wroxall, Lowtherville and Bonchurch.
Comprende le aree orientali dell'isola di Wight, con le comunità di Ryde, Bembridge, Brading, Sandown, Shanklin e Ventnor.

## Membri del parlamento
| Elezione | Elezione | Deputato      | Partito      |
| -------- | -------- | ------------- | ------------ |
|          | 2024     | Joe Robertson | Conservatore |

## Risultati elettorali

### Elezioni negli anni 2020
| Partito                    | Partito                                         | Candidato                  | Risultati 4 luglio 2024 | Risultati 4 luglio 2024 |
| Partito                    | Partito                                         | Candidato                  | Voti                    | %                       |
| -------------------------- | ----------------------------------------------- | -------------------------- | ----------------------- | ----------------------- |
|                            | Conservatore                                    | Joe Robertson              | 10 427                  | 30,60                   |
|                            | Reform UK                                       | Sarah Morris               | 7 104                   | 20,85                   |
|                            | Verde                                           | Vix Lowthion               | 6 313                   | 18,53                   |
|                            | Laburista                                       | Emily Brothers             | 6 264                   | 18,38                   |
|                            | Lib Dem                                         | Michael Lilley             | 3 550                   | 10,42                   |
|                            | Indipendente                                    | David Groocock             | 420                     | 1,23                    |
|                            |                                                 |                            |                         |                         |
| Iscritti                   | Iscritti                                        | Iscritti                   | 55 855                  | 100,00                  |
| ↳ Votanti (% su iscritti)  | ↳ Votanti (% su iscritti)                       | ↳ Votanti (% su iscritti)  | 34 078                  | 61,01                   |
| ↳ Astenuti (% su iscritti) | ↳ Astenuti (% su iscritti)                      | ↳ Astenuti (% su iscritti) | 21 777                  | 38,99                   |
|                            |                                                 |                            |                         |                         |
|                            | Esito: collegio a Conservatore (nuovo collegio) |                            |                         |                         |